# Dongguan International Trade Center 1
Dongguan International Trade Center 1 es un rascacielos situado en la ciudad de Dongguan, en la Provincia de Cantón (China). Tiene una altura de 427 metros. La construcción empezó en 2014 y finalizó en 2021. Es el 16° edificio más alto de China y el más alto de Dongguan.
La torre tiene 88 pisos ocupados por oficinas. En lo alto de la torre hay un club y una plataforma de observación; el área total del edificio es de 215 000 m².